# Židovský hřbitov v Žamberku
Židovský hřbitov v Žamberku pochází asi z 1. poloviny 17. století a je umístěn vedle budovy Městského muzea, asi 200 m severozápadně od autobusového nádraží. Byl v průběhu let několikrát rozšiřován až do nynější rozlohy, která je 2 176 m².
Nejstarší dochované náhrobky pocházejí z roku 1731. V jedné části hřbitova jsou starší reliéfní náhrobky s plastickým hebrejským písmem a bohatou symbolikou, v druhé jsou modernější náhrobky z druhé poloviny 19. století. Pohřby zde probíhaly do druhé světové války. V severovýchodní části hřbitova se nachází obřadní síň, kterou nechal v letech 1931–32 postavit továrník Josef Nettl. Je v ní umístěna stálá expozice o zdejší židovské komunitě.
Žamberská židovská obec přestala existovat v roce 1940.

## Fotogalerie

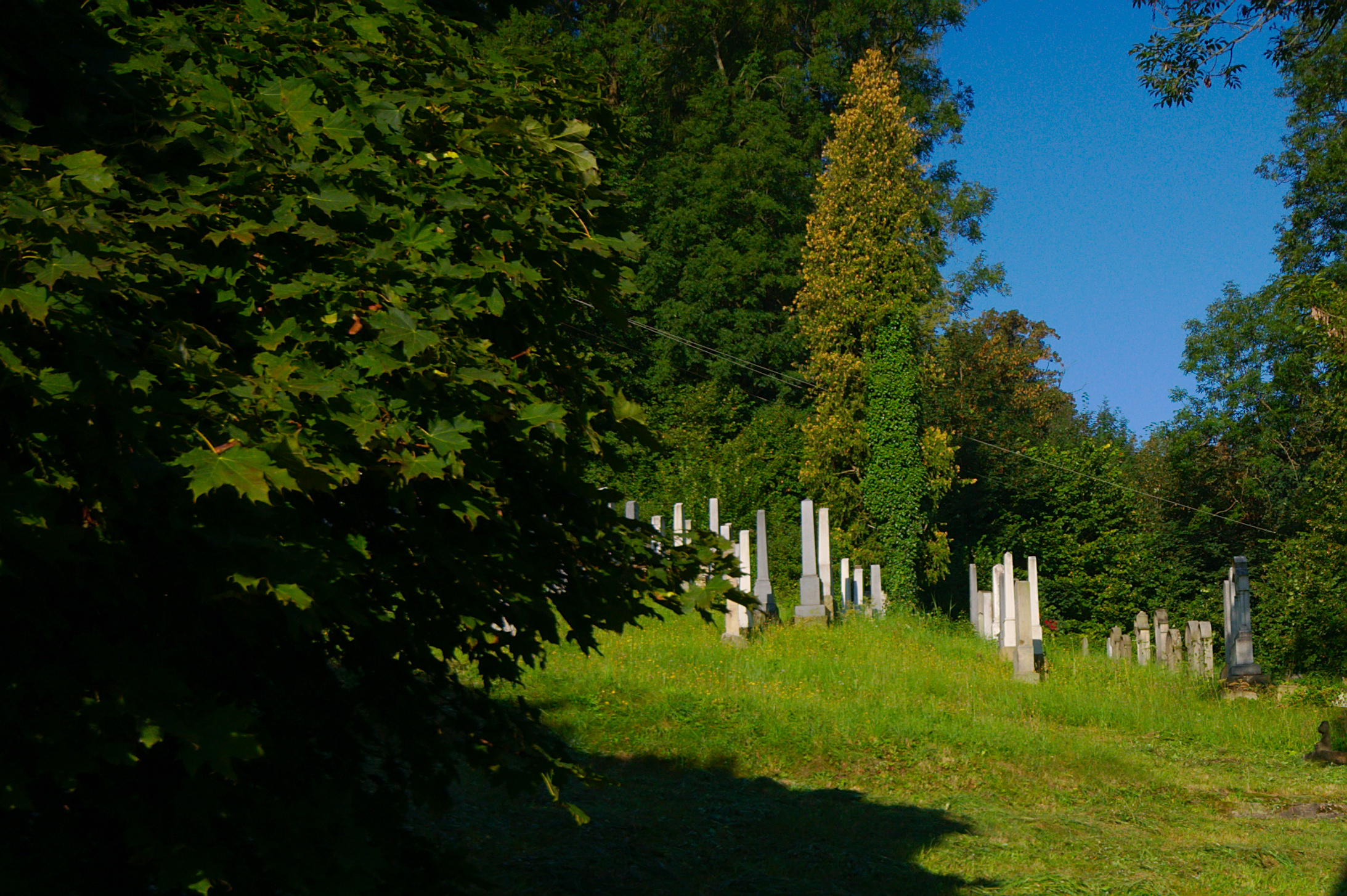
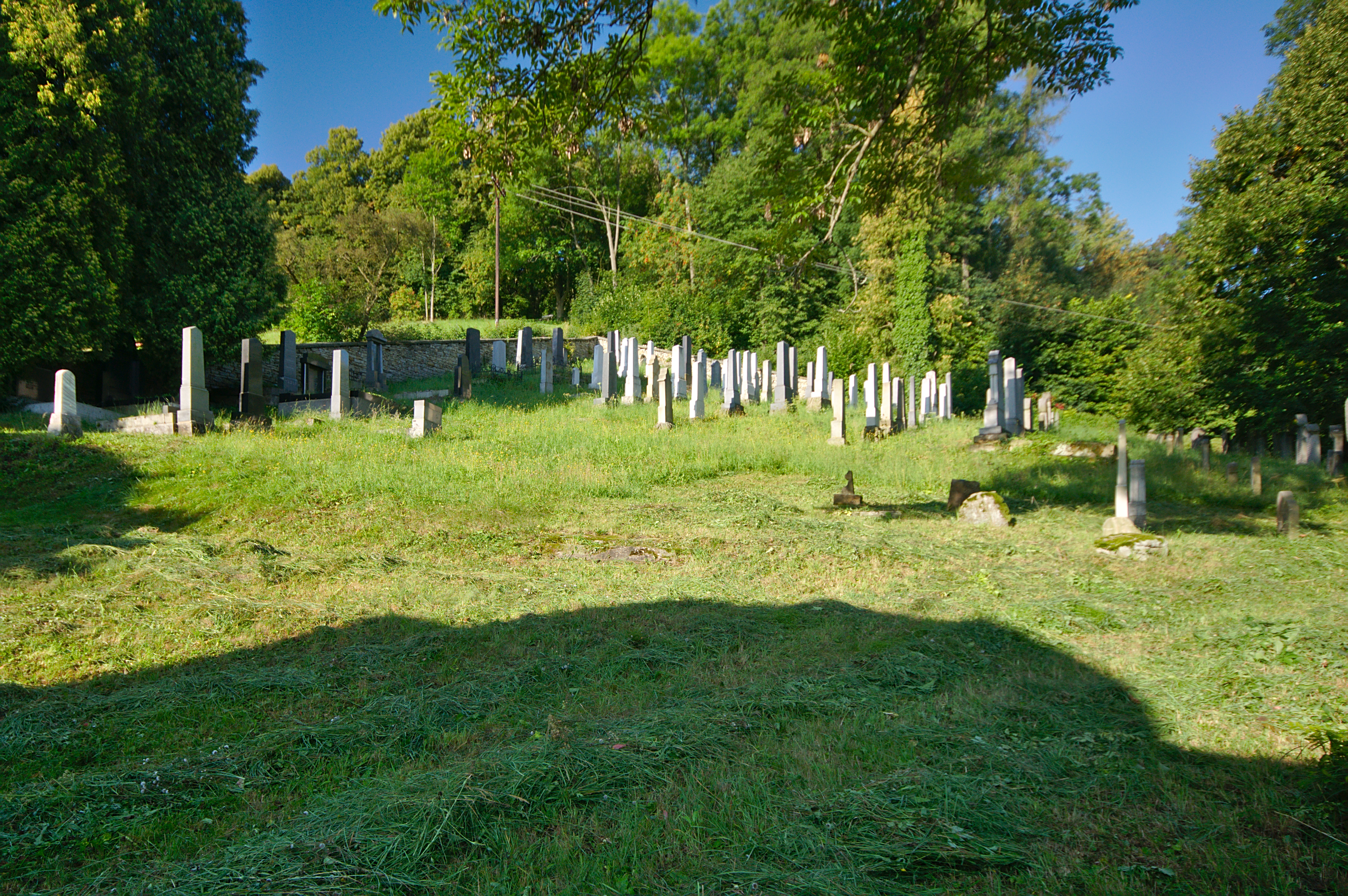